# Neelum (district)
Neelum (Urdu: نیلم) is een district in de Pakistanse provincie Azad Kasjmir. Het district ligt in het uiterste noordelijke deel van Azad Kasjmir en is met een oppervlakte van 3.621 km² het grootste district van deze provincie. In 2017 woonden er ruim 190.000 personen in het district met een gemiddelde bevolkingsdichtheid van 53 inw./km². Het district Neelum was een van de zwaarst getroffen plaatsen tijdens de aardbeving van 2005. De hoofdplaats is Athmuqam met c. 8.000 inwoners.

## Bevolking
In maart 2017 had het district Neelum 191.251 inwoners, een stijging van 52% ten opzichte van 125.712 inwoners in maart 1998. De gemiddelde jaarlijkse bevolkingsgroei voor de periode 1998-2017 komt hiermee uit op 2,23% - hoger dan het gemiddelde van Kasjmir. 